# Liste der Mitglieder der Deutschen Akademie der Naturforscher Leopoldina/1759
Die Liste der Mitglieder der Deutschen Akademie der Naturforscher Leopoldina für 1759 enthält alle Personen, die im Jahr 1759 zum Mitglied ernannt wurden. Insgesamt gab es sechs neu gewählte Mitglieder.

## Mitglieder
| Nr. | Name                         | Beiname                | Geboren       | Aufnahme | Gestorben     | Bild            | Datenbank |
| --- | ---------------------------- | ---------------------- | ------------- | -------- | ------------- | --------------- | --------- |
| 625 | Franz Rudolf von Schwachheim | Pittacus               | Dez. 1731     | 3. Mrz.  | 9. Okt. 1804  |                 | 6593      |
| 626 | Zacharias Vogel              | Nymphodorus III.       | 19. Apr. 1708 | 17. Jun. | 18. Apr. 1772 | Zacharias Vogel | 7073      |
| 627 | Johann Friedrich Hoffmann    | Caesius Mutinensis II. | 22. Feb. 1710 | 6. Okt.  | 28. Okt. 1759 |                 | 1924      |
| 628 | Johann Heinrich Lange        | Telamon II.            | 26. Aug. 1732 | 14. Okt. | 10. Nov. 1779 |                 | 4839      |
| 629 | Hermann Ernst Rumpel         | Aristoxenus            | 24. Feb. 1734 | 18. Okt. | 13. Feb. 1794 |                 | 2509      |
| 630 | Johann Friedrich Glaser      | Moschion III.          | 3. Sep. 1707  | 8. Nov.  | 7. Dez. 1789  |                 | 2943      |

## Hinweis zu den Lebensdaten
In der Liste sind zunächst die Lebensdaten gemäß Archiv der Leopoldina aufgenommen. Diese beziehen sich auf die Angaben gem. Neigebaur (1860) und Ule (1889). Die Lebensdaten im Namensartikel können daher von den Lebensdaten in der Liste abweichen.